# Via degli Avelli
La Via degli Avelli est une rue du centre historique de Florence, située entre la Piazza Santa Maria Novella et la Piazza della Stazione.
Elle tire son nom des arches sépulcrales (« avelli ») qui la flanquent du côté ouest, et qui appartiennent à l'enceinte de l'ancien cimetière de la basilique voisine de Santa Maria Novella. Dans l'Antiquité, la rue était beaucoup plus étroite et le passage près des tombes n'était pas censé être agréable, comme en témoigne l'ancien dicton « puzzare come un avello » (puer comme une tombe). La rue a été élargie avec les travaux du Risanamento en 1867, reprenant le tracé actuel, et est devenue pavée et piétonne dans les années 1990.

## Description
Chacune de ces arches est surélevée du sol et porte un triple blason : ceux sur les côtés sont de la famille qui possédait la sépulture (les paires d'armoiries sont souvent composées de deux spécimens identiques ou tout au plus symétriquement renversé), tandis que le blason au centre est la croix du peuple florentin, sculptée en de nombreuses variantes sur chaque sépulcre. Il y a aussi une petite réplique des blasons familiaux dans la clé de voûte de l'arc brisé. Parmi les familles représentées ici, on reconnaît les Médicis, les Alberti, les Corsini, les Acciaiuoli, les Gondi, les Panciatichi, etc.
Les arcs étaient autrefois décorés de fresques et autres peintures, souvent avec des figures de saints, mais il ne reste aucune trace de ces décorations.
Les tombes continuent également sur la place : dans l'une d'elles Giovanni Boccace a créé une histoire du Décaméron (VIII 9) et dans la troisième tombe le long du mur droit de l'église, à partir de la façade, le célèbre peintre Domenico Ghirlandaio a été enterré, et sous la voûte son portrait était autrefois peint dans son état naturel.